# Liste von Färberpflanzen
Die Liste von Färberpflanzen umfasst Pflanzen, die Inhaltsstoffe besitzen, die zum Färben von Textilien, Lebensmitteln, Kosmetika, Papier etc. benutzt werden.

Eine nach Farben geordnete Übersicht von Natur- und anderen Farbstoffen enthält die Liste der Farbstoffe.

## Liste
Bekannte Färberpflanzen sind:
| Pflanzenname, Synonyme                                | Wissenschaftlicher Name                        | Farbrichtung | Kommentar                                                                                            | Bild |
| ----------------------------------------------------- | ---------------------------------------------- | ------------ | --- | ---- |
| Färberhülse, Falscher Indigo                          | Baptisia tinctoria                             | blau         | |      |
| Färberknöterich, Japanischer Indigo                   | Persicaria tinctoria, syn. Polygonum tinctorum | blau         | chin. 蓼蓝 liǎo lán, taiw. 蓼藍 ㄌㄧㄠˇㄌㄢˊ, kanton. 蓼蓝 liu⁵ laam⁴, jap. 蓼藍, タデアイ (tade·ai) |      |
| Färberwaid, Pastel, Deutscher Indigo                  | Isatis tinctoria                               | blau         | |      |
| Indigolupine, Falscher Indigo, Blaue Färberhülse      | Baptisia australis                             | blau         | |      |
| Indigopflanze                                         | Indigofera tinctoria                           | blau         | |      |
| Gewöhnliche Mahonie                                   | Mahonia aquifolium                             | blau         | |      |
| Schamblume                                            | Clitoria ternatea                              | blau         | |      |
| Gewöhnlicher Teufelsabbiss                            | Succisa pratensis                              | blau         | |      |
| Blutholzbaum, Blauholz                                | Haematoxylum campechianum                      | violett      | |      |
| Purpurkraut                                           | Lithospermum erythrorhizon                     | violett      | |      |
| Schminkwurz, Alkanna                                  | Alkanna tinctoria                              | violett      | |      |
| Zimt-Himbeere                                         | Rubus odoratus                                 | violett      | |      |
| Amerikanisches Gelbholz, Fustikholz                   | Cladrastis kentukea                            | gelb         | |      |
| Aufrechte Sammetblume, Tagetes                        | Tagetes erecta                                 | gelb         | |      |
| Birken                                                | Betula spec.                                   | gelb         | |      |
| Gardenie                                              | Gardenia jasminoides                           | gelb         | |      |
| Echte Bärentraube                                     | Arctostaphylos uva-ursi                        | gelb         | |      |
| Echte Betonie                                         | Betonica officinalis                           | gelb         | |      |
| Echte Goldrute                                        | Solidago virgaurea                             | gelb         | |      |
| Echtes Mädesüß                                        | Filipendula ulmaria                            | gelb         | |      |
| Safran                                                | Crocus sativus                                 | gelb         | |      |
| Färberdistel, Saflor                                  | Carthamus tinctorius                           | gelb         | |      |
| Färber-Eiche                                          | Quercus velutina                               | gelb         | |      |
| Färber-Ginster                                        | Genista tinctoria                              | gelb         | |      |
| Färberkamille, Färberhundskamille                     | Anthemis tinctoria                             | gelb         | |      |
| Färbermaulbeerbaum, Gelbholz, Fustikholz              | Maclura tinctoria                              | gelb         | |      |
| Färber-Scharte                                        | Serratula tinctoria                            | gelb         | |      |
| Färbersumach, Perückenstrauch, Fisettholz, Fustikholz | Cotinus coggygria                              | gelb         | |      |
| Färber-Wau                                            | Reseda luteola                                 | gelb         | |      |
| Frauenmantel                                          | Alchemilla vulgaris                            | gelb         | |      |
| Gelbe Schafgarbe                                      | Achillea filipendulina                         | gelb         | |      |
| Gelbgrüner Frauenmantel                               | Alchemilla xanthochlora                        | gelb         | |      |
| Gelbwurz                                              | Xanthorhiza simplicissima                      | gelb         | |      |
| Gemeine Schafgarbe                                    | Achillea millefolium                           | gelb         | |      |
| Gewöhnlicher Gilbweiderich                            | Lysimachia vulgaris                            | gelb         | |      |
| Großblumiges Johanniskraut                            | Hypericum patulum                              | gelb         | |      |
| Johanniskraut                                         | Hypericum perforatum                           | gelb         | |      |
| Kanadische Goldrute                                   | Solidago canadensis                            | gelb         | |      |
| Kamalabaum                                            | Mallotus philippensis                          | gelb         | |      |
| Kurkuma                                               | Curcuma longa                                  | gelb         | |      |
| Malabar-Lackbaum                                      | Butea monosperma                               | gelb         | |      |
| Gemeiner Odermennig                                   | Agrimonia eupatoria                            | gelb         | |      |
| Purgier-Kreuzdorn                                     | Rhamnus cathartica                             | gelb         | |      |
| Rainfarn                                              | Tanacetum vulgare                              | gelb         | |      |
| Ringelblume                                           | Calendula officinalis                          | gelb         | |      |
| Ruprechtskraut                                        | Geranium robertianum                           | gelb         | |      |
| Schöllkraut                                           | Chelidonium majus                              | gelb         | |      |
| Schwarzer Holunder                                    | Sambucus nigra                                 | violet       | |      |
| Wiesen-Flockenblume                                   | Centaurea jacea                                | gelb         | |      |
| Wiesen-Kerbel                                         | Anthriscus sylvestris                          | gelb         | |      |
| Annattostrauch, Orleanstrauch                         | Bixa orellana                                  | orange       | Samen                                                                                                |      |
| Färber-Meier                                          | Asperula tinctoria                             | orange       | Wurzeln                                                                                              |      |
| Hennastrauch                                          | Lawsonia inermis                               | orange       | |      |
| Küchenzwiebel                                         | Allium cepa                                    | orange       | |      |
| Mädchenaugen                                          | Coreopsis lanceolata                           | orange       | |      |
| Rotes Sandelholz                                      | Pterocarpus santalinus                         | orange       | |      |
| Sulphur-Kosmee                                        | Cosmos sulphureus                              | orange       | |      |
| Sumpfdotterblume                                      | Caltha palustris                               | orange       | |      |
| Frauenmantel                                          | Alchemilla vulgaris                            | grün         | |      |
| Gewöhnlicher Liguster                                 | Ligustrum vulgare                              | grün         | |      |
| Grosse Brennnessel                                    | Urtica dioica                                  | grün         | |      |
| Kornblume                                             | Centaurea cyanus                               | grün         | |      |
| Quebrachoholz                                         | Schinopsis lorentzii                           | grün         | |      |
| Schwarzer Holunder                                    | Sambucus nigra                                 | grün         | |      |
| Blutbeere                                             | Rivina humilis                                 | rot          | |      |
| Drachenblut                                           | Dracaena cinnabari                             | rot          | Harz                                                                                                 |      |
| Echtes Labkraut                                       | Galium verum                                   | rot          | |      |
| Färberdistel, Saflor, Bastard Safran                  | Carthamus tinctorius                           | rot          | |      |
| Färber-Meier                                          | Asperula tinctoria                             | rot          | |      |
| Färberkrapp                                           | Rubia tinctorum                                | rot          | siehe auch Färberröten                                                                               |      |
| Kletten-Krapp                                         | Rubia peregrina                                | rot          | |      |
| Indischer Krapp oder Tibet-Krapp                      | Rubia cordifolia                               | rot          | |      |
| Geranien                                              | Pelargonium spec.                              | rot          | |      |
| Gewöhnlicher Blutweiderich                            | Lythrum salicaria                              | rot          | |      |
| Gummigutta                                            | Garcinia                                       | rot          | Harz                                                                                                 |      |
| Heidelbeere                                           | Vaccinium myrtillus                            | rot          | |      |
| Indischer Spinat, Malabarspinat                       | Basella alba                                   | rot          | |      |
| Japanische Wollmispel                                 | Eriobotrya japonica                            | rot          | |      |
| Amerikanische Kermesbeere                             | Phytolacca americana                           | rot          | siehe auch Pflanzlicher Kermes                                                                       |      |
| Indische Kermesbeere                                  | Phytolacca acinosa                             | rot          | siehe auch Pflanzlicher Kermes                                                                       |      |
| Zweihäusige Kermesbeere                               | Phytolacca dioica                              | rot          | siehe auch Pflanzlicher Kermes                                                                       |      |
| Labkräuter                                            | Galium spp.                                    | rot          | |      |
| Schönauge, Mädchenauge                                | Coreopsis tinctoria                            | rot          | |      |
| Wilde Malve                                           | Malva sylvestris                               | rot          | |      |
| Nepal-Fingerkraut                                     | Potentilla nepalensis                          | rot          | |      |
| Rotholz                                               | Caesalpina spp.                                | rot          | |      |
| Rotholz                                               | Erythroxylum spp.                              | rot          | |      |
| Rotholz                                               | Haematoxylum brasiletto                        | rot          | |      |
| Rotholz                                               | Baphia nitida                                  | rot          | |      |
| Schwarzer Holunder                                    | Sambucus nigra                                 | rot          | |      |
| Stockrosen, Schwarze Malve                            | Alcea rosea var. nigra                         | rot          | |      |
| Wiesenlabkraut                                        | Galium mollugo                                 | rot          | |      |
| Echter Dost, Wilder Majoran                           | Origanum vulgare                               | braun        | |      |
| Echte Walnuss                                         | Juglans regia                                  | braun        | |      |
| Essigbaum, Sumachholz                                 | Rhus typhina                                   | braun        | |      |
| Faulbaum                                              | Frangula alnus                                 | braun        | |      |
| Frauenmantel                                          | Alchemilla vulgaris                            | braun        | |      |
| Gerber-Akazie, Katechu, Cutch                         | Senegalia catechu                              | braun        | |      |
| Ginkgo                                                | Ginkgo biloba                                  | braun        | |      |
| Kleiner Odermennig                                    | Agrimonia eupatoria                            | braun        | |      |
| Gemeine Pfingstrose                                   | Paeonia officinalis                            | braun        | |      |
| Schöllkraut                                           | Chelidonium majus                              | braun        | |      |
| Zwerg-Holunder, Attich                                | Sambucus ebulus                                | braun        | |      |
| Edelkastanie                                          | Castanea sativa                                | schwarz      | |      |
| Eichen                                                | Quercus spp.                                   | schwarz      | |      |
| Gewöhnlicher Wasserdost, Wasserhanf                   | Eupatorium cannabinum                          | schwarz      | |      |
| Granatapfel                                           | Punica granatum                                | schwarz      | |      |
| Jenipapo                                              | Genipa americana                               | schwarz      | |      |